# Janez Janša
Janez Janša (Ljubljana, 17 de setembro de 1958), nascido Ivan Janša, é um político e presidente esloveno do Partido Democrático desde 1993. Nascido como Ivan Janša, numa família católica de Grosuplje, ele foi chamado Janez (uma versão do mesmo nome, conhecido como John em Inglês) desde infância. O seu pai era um antigo membro da colaboracionista Guarda Nacional Eslovena que tinha escapado à retaliação comunista devido à sua tenra idade.

## A juventude e o comunismo
Janez Janša formou-se na Universidade de Ljubljana com um grau de defesa de estudos, em 1982, e tornou-se um estagiário na Secretaria de Defesa da República Socialista da Eslovénia. Em jovem, ele era um membro da Liga dos Comunistas e um dos líderes da ala da sua juventude. Ele tornou-se presidente da Comissão de Defesa do Povo Básica e Social Auto-Defesa da Aliança da Juventude Socialista da Eslovénia (ZSMS). Em 1983, porém, ele escreveu o primeiro da sua dissidente de artigos sobre a natureza do Exército Popular da Jugoslávia (JNA). Em finais dos anos de 1980, como na Eslovénia foi introduzidas reformas democráticas e gradualmente levantada das restrições à liberdade de expressão, Janša escreveu vários artigos criticando  o Exército Popular da Jugoslávia na revista independente Juventude. Como resultado, a sua reeleição como presidente do Comité foi bloqueada em 1984, e em 1985 o seu passaporte foi retirado. Ele alega ter feito mais de 250 pedidos de empregos no ano seguinte, sem sucesso, e foi incapaz de garantir a publicação de todos os artigos. Nesse período ele ganhou a sua vida escrevendo programas de computador e agindo como um guia de montanhismo. Liberalização no nos anos seguintes, permitiu-lhe obter trabalho como secretário da Revista para a Crítica da Ciência (1986) e mais tarde para começar a publicar novamente no Juventude.
Em 30 de Maio  de 1988 ele foi preso, juntamente com outros três jornalistas da Juventude e um sargento do pessoal do Exército Jugoslavo, Ivan Borštner. Eles foram presentes em tribunal militar sob acusação de expor segredos militares, e condenados a prisão. O julgamento foi realizado à porta fechada, sem representação legal para os acusados, e em servo-croata (a língua oficial do exército, em jugoslavo), em vez de em esloveno. Janša foi condenado a 18 meses de prisão, inicialmente na prisão de segurança máxima em Dob, mas na sequência de um clamor público, ele foi transferido para a prisão de Ig. O caso tornou-se famoso como o JBTZ-julgamento e desencadeou os protestos maciços contra o regime, que marcou o início do processo de democratização, conhecido como o "Primavera Eslovena". Janša foi libertado cerca de seis meses após a publicação da sentença, e tornou-se editor-chefe de política na revista semanal Democracia. Ele permaneceu nesta posição até as eleições de Maio de 1990.

## A política
Em 1989, Janša esteve envolvido na fundação de um dos primeiros partidos da oposição da Eslovénia, o esloveno União Democrática (SDZ) e tornou-se o seu primeiro vice-presidente e, mais tarde, presidente do Coselho do Partido. Após as primeiras eleições livres em Maio de 1990, ele tornou-se Ministro da Defesa em Lojze Peterle 's gabinete, uma posição que ocupava durante a guerra pela independência eslovena em 1991. Após a dissolução do SDZ em 1992, ele aderiu ao Partido Social Democrata da Eslovénia (agora chamado  Partido Democrático Esloveno) e permaneceu até aí como Ministro da Defesa até Março de 1994, quando ele foi demitido pelo primeiro-ministro Janez Drnovšek após alegações de que ele permitiu aos militares a interferir na justiça civil. Foram, posteriormente, apuradas estas alegações, numa investigação independente. Em Maio de 1993, ele foi eleito presidente do Partido Social Democrata da Eslovénia, com o apoio do Jože Pučnik, antigo líder do partido, e foi reeleito em 1995, 1999 e 2001.
Ele tornou-se Ministro da Defesa de novo, desde Junho de 2000 a Novembro de 2000, com a curta duração do centro-direita do governo. Durante esse tempo ele introduziu capelães para as forças armadas.
Na sequência da vitória do Partido Democrático da Eslovénia e dos seus aliados nas eleições gerais de 2004, Janša foi nomeado pelo Presidente Drnovšek para formar um novo governo, em 3 de Novembro de 2004. Seis dias mais tarde, ele foi eleito primeiro-ministro da Eslovénia pela Assembleia Nacional, com os votos de 57 dos 90 deputados. O seu gabinete foi aprovado pelo Parlamento no dia 3 de Dezembro do mesmo ano.

## O cargo de Primeiro-Ministro e a missão europeia
Janša tem publicado vários livros, os dois mais conhecidos dos quais são Premiki ("Manoeuvres", publicado em 1992 e posteriormente traduzido para o Inglês sob o título "The Making do Estado esloveno") e Okopi ("Barricados", de 1994), no qual ele expõe o seu ponto de vista sobre os problemas da Eslovénia na transição do comunismo para uma democracia parlamentar. Em ambos os livros, mas especialmente em Okopi, Janša criticou o então presidente da Eslovénia Milan Kučan de interferir no diário político usando a influência que ele teve informalmente adquirida como o último presidente do Partido Comunista da Eslovénia.
Após a vitória da oposição do candidato Danilo Türk na eleição presidencial de 2007, Janša apresentou uma moção para um voto de confiança no governo, em 15 de Novembro de 2007, alegando que as críticas da oposição foi de interferir com o trabalho do governo, contrariamente ao anterior Acordo entre os partidos parlamentares, em que a oposição não concordou para minar o trabalho do governo durante a presidência da Eslovénia sobre a União Europeia. O governo venceu a votação, que se realizou em 19 de Novembro de 2007, com 51 votos a apoiá-lo e 33 opondo-la.
De Janeiro de 2008 até Junho de 2008, ele foi Presidente do Conselho Europeu.

## Condenado por corrupção
Em 5 de junho de 2013, o antigo primeiro-ministro conservador esloveno foi condenado pelo Tribunal de Ljubljana a dez anos de prisão efetiva e 37 mil euros de multa por corrupção no quadro do "processo Pátria", um contrato de blindados finlandeses, no valor de 278 milhões de euros.
O contrato de armamento assinado pela Eslovénia em 2006 com a Pátria previu a venda de 135 veículos blindados para modernizar o exército esloveno, depois da sua integração na NATO em 2004, mesmo ano em que se deu a sua adesão à União Europeia.

## Vida pessoal
Janša tem dois filhos com Predalič Silva. No Outono de 2006, foi revelado que ele tem 28 anos e é médico em Urška Bačovnik de Velenje. Ele é frequentemente acompanhado pela Sra. Bačovnik em ocasiões públicas, tais como a Viena Opera Ball.